# Kniazie (Łosiniec)
Kniazie – część wsi Łosiniec położona w Polsce, w województwie lubelskim, w powiecie tomaszowskim, w gminie Susiec.
W latach 1975–1998 miejscowość administracyjnie należała do województwa zamojskiego.